# 加勒多尼臥舖列車
加勒多尼臥舖列車（英語：Caledonian Sleeper）是行駛於英國首都倫敦和蘇格蘭各主要都市，包括愛丁堡、格拉斯哥、印威內斯之間兩條路線（高地號與低地號）臥舖列車的總稱，也是英國鐵路系統中最著名的列車之一。本列車與里維拉臥舖列車（Night Riviera）為英國國內現在僅有的臥舖列車。加勒多尼亞為古羅馬時期今日蘇格蘭地區的拉丁語地名。
加勒多尼臥舖列車目前於每週日至週五，由倫敦尤斯頓車站發出兩班車經西海岸主線前往蘇格蘭；由蘇格蘭出發的列車於每周一至周六早晨抵達倫敦。西海岸主線維修封閉時，列車改行經東海岸主線。如倫敦尤斯頓車站因故封閉，列車改由國王十字車站到發。

## 行駛路線
高地號臥車（Highland Sleeper）於倫敦較早發車，在愛丁堡以南拆分，繼續前往阿伯丁、威廉堡、印威內斯。由倫敦出發的編組中，前兩輛臥車開往威廉堡，停靠愛丁堡威瓦利站時加掛兩節客車，以四輛編組前往威廉堡。中間六輛車廂前往阿伯丁，最後八輛車廂前往印威內斯，並不停靠愛丁堡威瓦利站；往阿伯丁與印威內斯的編組中通常各包括一節客車與一節餐車，其餘車廂為臥車）。
低地號臥車（Lowland Sleeper）於倫敦較晚發車，在Carstairs車站拆分，分別前往愛丁堡與格拉斯哥。
由前述各個蘇格蘭城市開往倫敦的列車也分別於愛丁堡與Carstairs車站連結後繼續前往倫敦尤斯頓車站，於每周一至周六早晨抵達倫敦。
一般運轉時速為130公里，但如誤點達二十分鐘以上，如路線狀況允許，列車可以用最高160 公里的時速趕點。

## 牽引機車與使用車廂
本列車於倫敦至愛丁堡區間使用90型或92型電力機車牽引，愛丁堡以北區間使用73／9型柴電機車牽引。
2019年開始，列車編組改使用Mark 5 系車廂，分為客車（使用坐臥兩用座椅）、餐車、臥車（內有三個等級的臥舖）。
Mark 5 系車廂
- 客車：每排三個座位（1+2配置），共30個座位，另有兩個輪椅位置。座位可調整椅背傾斜度，有窗簾、插座與USB充電座、閱讀燈，座位上方有置物櫃。車廂內有大型行李架、身心障礙者友善廁所，並有警衛室。
- 臥車：有6間單床套房（內有衛浴）、3間單床房（內有洗手台），一間廁所或服務人員室。單床房可為單床或是上下舖配置。
- 身心障礙臥車：有3間雙人床套房（內有衛浴），其中一間可讓輪椅進入；有一間可供輪椅進入的含衛浴單床套房，兩間單床房（內有洗手台），兩間身心障礙者友善廁所。單床房可為單床或是上下舖配置。
- 餐車：配備全功能廚房，有30個座位可供用餐，包括兩個輪椅位置。有七張餐桌（五人座兩張，四人座兩張，兩人座（各包括一個輪椅位置）三張。單人座位7位。

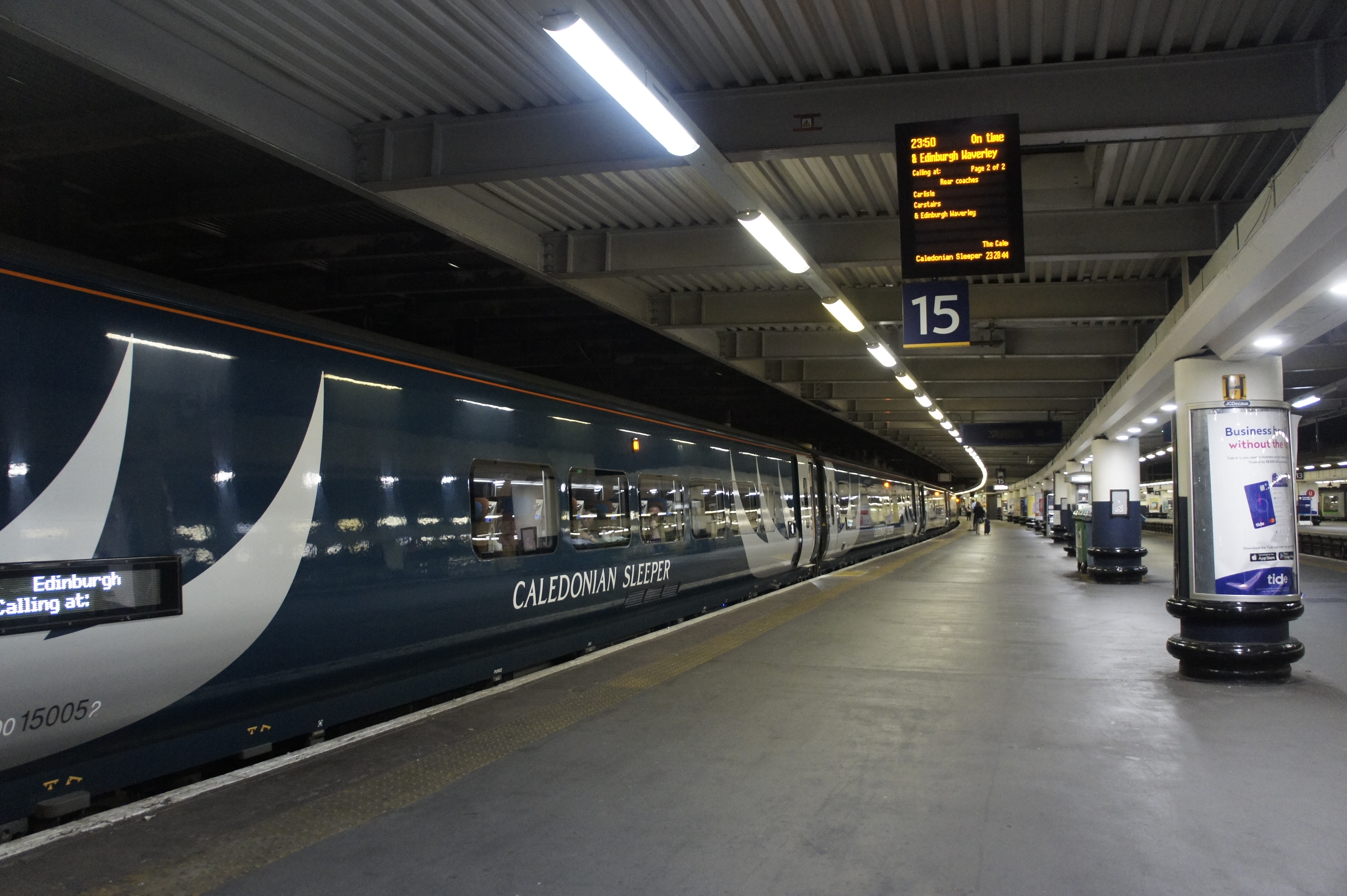
加勒多尼臥舖列車（低地號），由Mark 5系車廂編成，倫敦尤斯頓車站，2019年7月
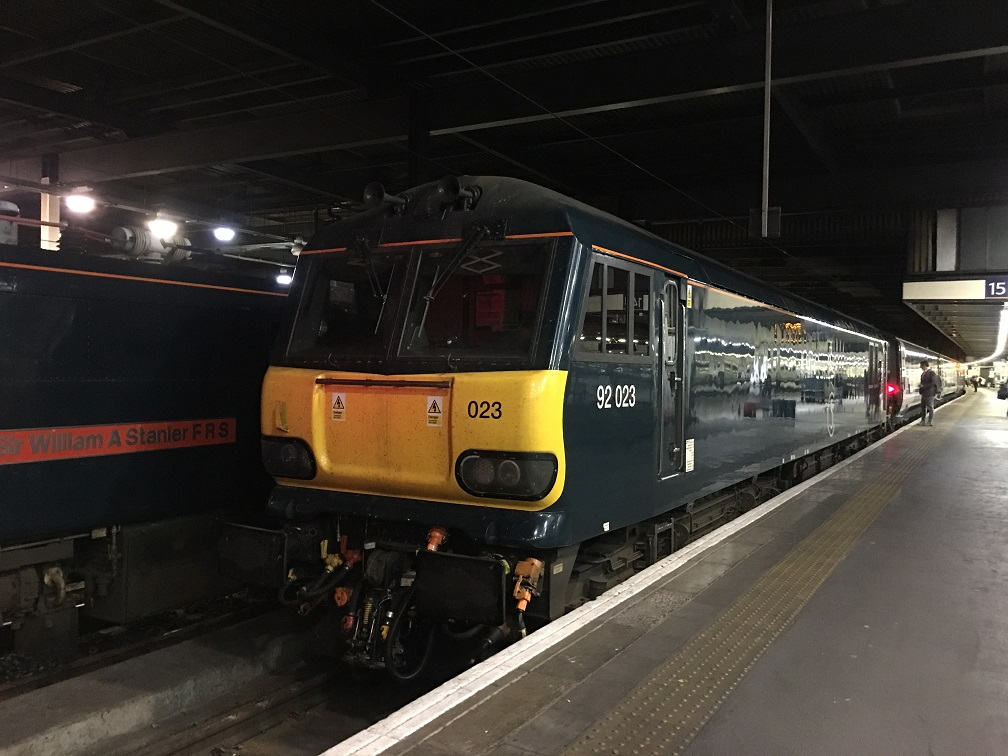
英國鐵路92型電力機車，車側可見加勒多尼臥車標誌。倫敦尤斯頓車站，2019年7月
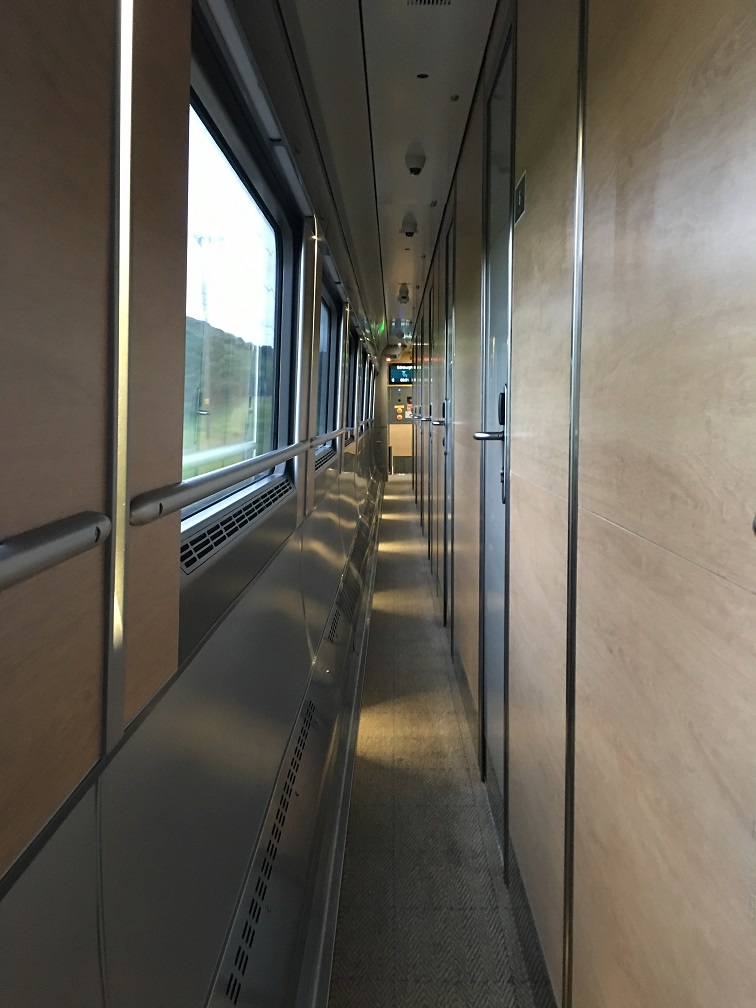
加勒多尼臥舖列車Mark 5系車廂內走廊
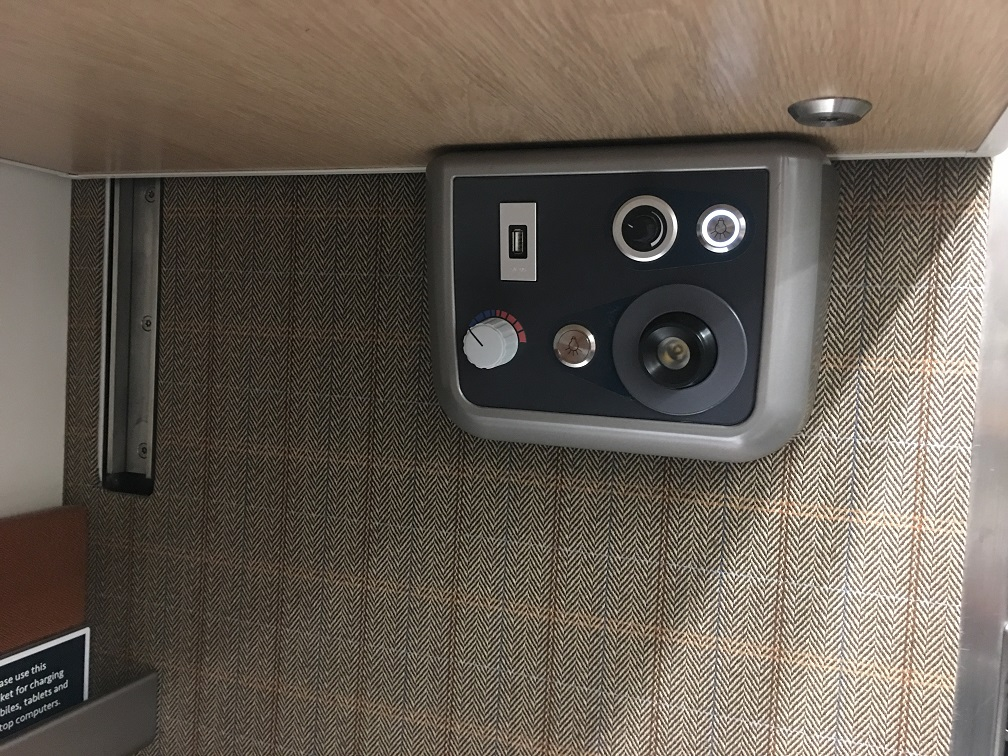
加勒多尼臥舖列車Mark 5系車廂，臥舖燈光控制器
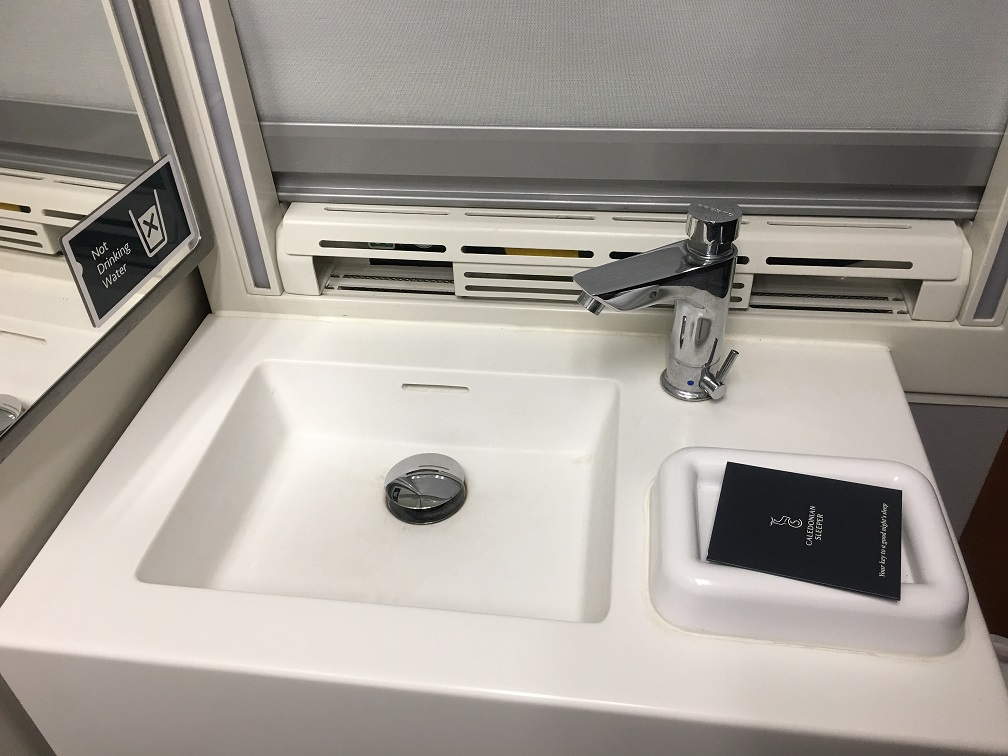
加勒多尼臥舖列車Mark 5系車廂，臥室內洗手台
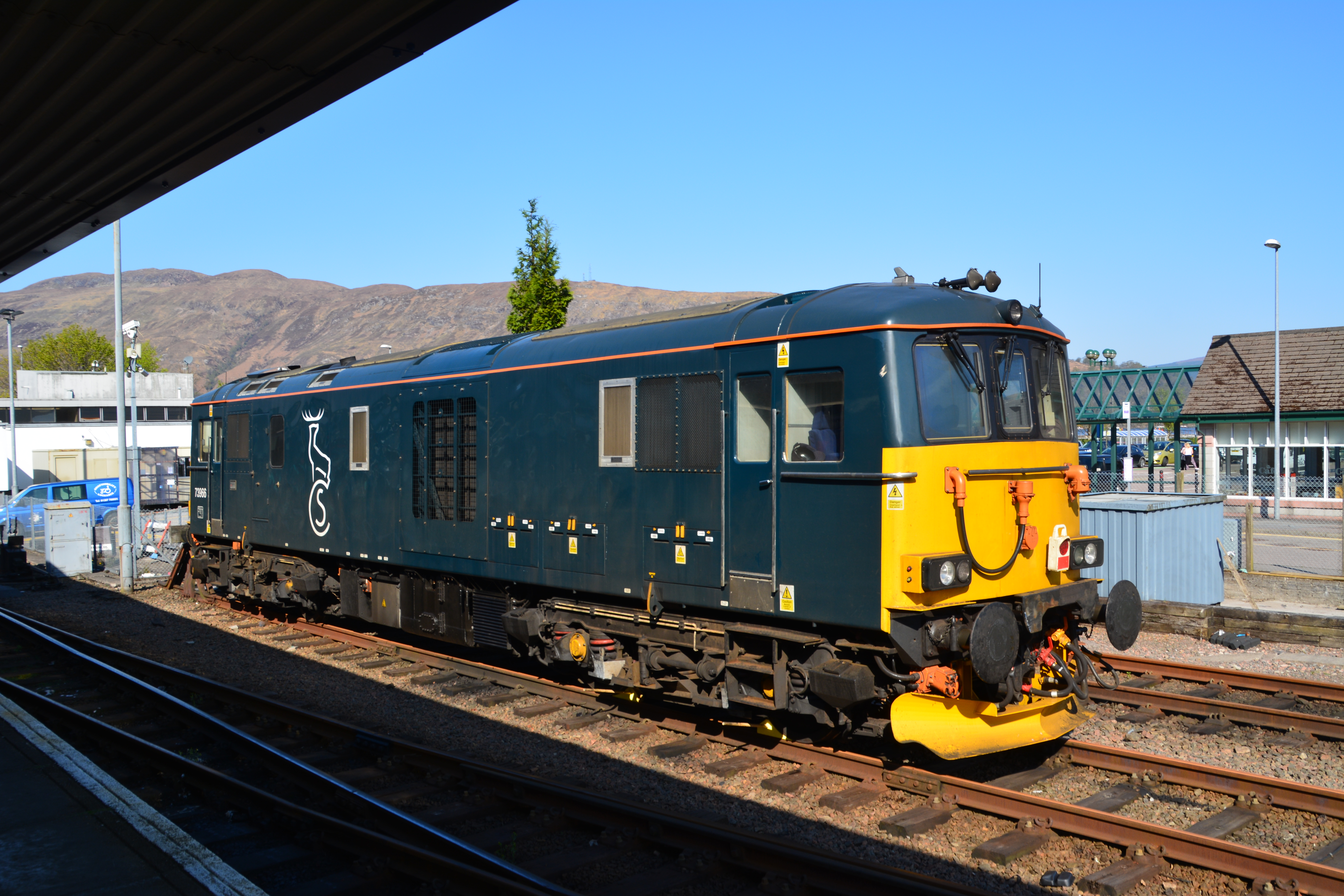
漆有加勒多尼臥鋪列車標誌的73型柴電機車，車號73966，在威廉堡車站

## 外部連結
- Caledonian Sleeper Train